# Mobile2Pay
Mobile2Pay is een mobiel betaalsysteem dat werd geïntroduceerd in 2002 voor het doen van betalingen via en met de mobiele telefoon. Het systeem is bedacht door Johan Vaatstra en Jeroen van Velzen.
Mobile2Pay koppelt het mobiele nummer van de gebruiker aan aan zijn/haar bankrekening. Deze koppeling wordt beveiligd met een pincode. Indien de gebruiker via zijn eigen mobiele telefoon de door Mobile2Pay uitgegeven pincode ingeeft bij een betaling, machtigt hij/zij Mobile2Pay het geld van de bijbehorende rekening af te schrijven. 
De methode is daarmee het best te beschrijven als pinnen met je mobiele telefoon. 
Mobile2Pay werd in oktober 2002 geïntroduceerd in samenwerking met Free Record Shop en de Bijenkorf.  